# Paisagem do Campo do Ipiranga
Paisagem do Campo do Ipiranga é uma pintura de Antônio Parreiras. A data de criação é 1893. A obra é do gênero pintura histórica. Está localizada em Museu Paulista, que adquiriu a peça em 2010, e retrata justamente o edifício-monumento do museu, inaugurado em 1890, no Ipiranga. A obra foi produzida com tinta a óleo. Suas medidas são: 100 centímetros de altura e 148,5 centímetros de largura.
A paisagem representada por Parreiras apresenta a zona rural que, no fim do século XIX, rodeava São Paulo, na qual desponta, ao fundo, o prédio-monumento. Os elementos de campo são pequenas montanhas com vegetação baixa, delineada por uma cerca de arame. Ao fundo do quadro, há nuvens, como se em movimento.
Há um contraste na paisagem estival do Ipiranga entre a casa de chácara e o edifício-monumento. Por um lado, o monumento cria um estranhamento, pois não parece pertencer à zona rural. Por outro lado, o edifício parece antecipar o desaparecimento dessa paisagem, com a chegada da cidade.
Esta pintura de Parreiras, que vinha com certa regularidade do circuito carioca, dominante, participou do processo de expansão da cena cultural na cidade de São Paulo. Foi aliás um dos poucos artistas do Rio de Janeiro a atuar na cena paulistana.